# Wólka Zaleska (Mazovie)
Pour les articles homonymes, voir Wólka Zaleska.
Wólka Zaleska (prononciation : [ˈvulka zaˈlɛska]) est un village polonais de la gmina de Pokrzywnica dans le powiat de Pułtusk de la voïvodie de Mazovie dans le centre-est de la Pologne.
Le village compte approximativement une population de 36 habitants en 2009.

## Histoire
De 1975 à 1998, le village appartenait administrativement à la voïvodie de Ciechanów.